# Century Lotus Stadion
Het Century Lotus Stadion (Chinees: 世纪莲体育场) is een multifunctioneel stadion in Foshan, een stad in China. Het stadion wordt vooral gebruikt voor voetbalwedstrijden. In het stadion is plaats voor 36.686 toeschouwers. Het stadion werd geopend in 2005.